# Fjodor Aleksandrovitj Golovin

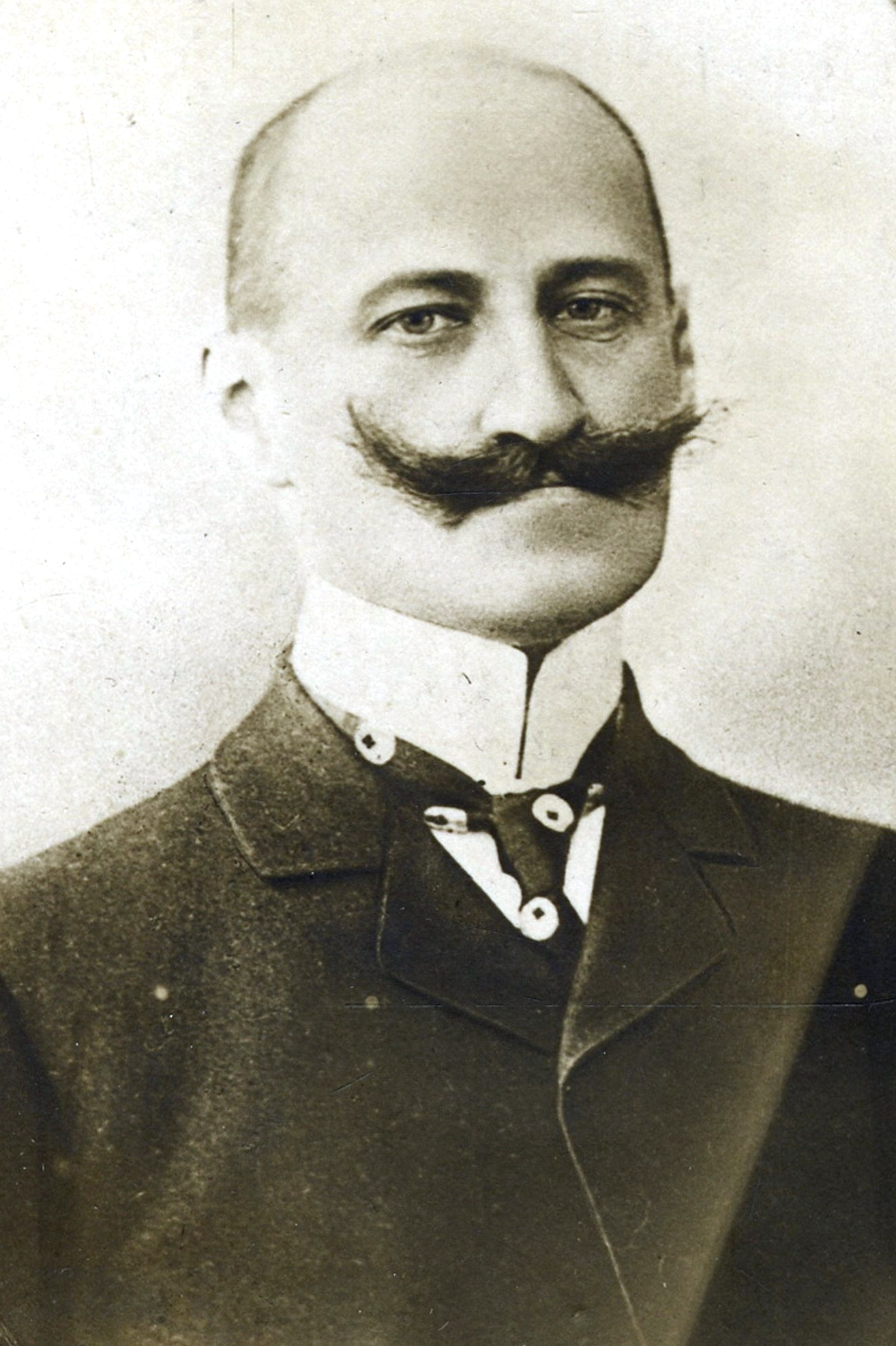
Fjodor Aleksandrovitj Golovin.

Fjodor  Aleksandrovitj Golovin (ryska:Фёдор Александрович Головин), född den 21 december 1867 i Moskva, död där den 10 december 1937, var en rysk politiker.
Golovin blev 1897 medlem av Petersburgguvernementets zemskaja uprava och 1902 dennas ordförande. Han intog under de inre politiska striderna åren närmast efter 1905 en medlande ställning mellan regeringen och den konstitutionellt demokratiska oppositionen samt var president i andra riksduman (mars–juni 1907).